# Aegyptosuchidae
Aegyptosuchidae (egiptosúquidos) es una familia extinta de crocodiliformes eusuquios del período Cretácico de África. Sus miembros se caracterizan por su gran tamaño y sus cabezas aplanadas. La familia incluye a la fecha dos géneros, Aegyptosuchus y Aegisuchus.